# (24115) 1999 VH24
A (24115) 1999 VH24 a Naprendszer kisbolygóövében található aszteroida. Charles W. Juels fedezte fel 1999. november 15-én.